# Zmizení (film, 2005)
Zmizení (v anglickém originále Brick) je americký neo-noirový film, který natočil Rian Johnson podle vlastního scénáře; jde o jeho režijní debut. Premiéru měl v lednu 2005 na festivalu Sundance Film Festival. Originální hudbu k filmu složil režisérův bratranec Nathan Johnson a jsou zde použity písně dalších interpretů, mezi které patří The Velvet Underground nebo Bunny Berigan

## Obsazení
| Joseph Gordon-Levitt | Brendan      |
| Nora Zehetner        | Laura        |
| Lukas Haas           | Pin          |
| Noah Fleiss          | Tugger       |
| Matt O'Leary         | Brain        |
| Emilie de Ravin      | Emily        |
| Noah Segan           | Dode         |
| Meagan Good          | Kara         |
| Brian White          | Brad Bramish |
| Jonathan Cauff       | Biff         |